# Соколівська дача
Соколівська дача — заповідне урочище, розташоване на території Крижопільського району Вінницької області (Заболотнянське лісництво, кв. 42, 43). Оголошене відповідно до Розпорядження Вінницького Облвиконкому від 29.12.1979 р. № 80
За фізико-географічним районуванням України належить до Крижопільського району області Подільського Побужжя Дністровсько-Дніпровської лісостепової провінції Лісостепової зони. Характерною для цієї ділянки є розчленована глибокими долинами лесова височина з сірими опідзоленими ґрунтами. З геоморфологічної точки зору це хвиляста ерозійно-акумулятивно-денудаційна рівнина. Клімат помірно континентальний. Для нього характерне тривале, нежарке літо, і порівняно недовга, м'яка зима. Середня температура січня становить -5,5°... -6°С, липня +20°...+19,5°С. Річна кількість опадів складає 500-525 мм.
За геоботанічним районуванням України ця територія належить до Європейської широколистяної області, Подільсько-Бесарабської провінції, Вінницького (Центральноподільського) округу.
Урочище являє собою високопродуктивне насадження дуба звичайного з участю бука звичайного і дуба скельного віком 90-105 років. В деревостані також зустрічаються граб звичайний, в'яз граболистий і пробковий, ясен високий, клени гостролистий і польовий. В підліску поодиноко зростають ліщина звичайна, гордовина, бруслина європейська і бородавчаста, шипшина найколючіша. 
В травостані домінує осока (покриття 50-60%); асектаторами виступають неморальні види, такі як копитняк європейський, зеленчук жовтий, зірочник лісовий, мерінгія трижилкова, фіалки собача, шерстиста, Рейхенбаха, купина широколиста, медунка лікарська. Зустрічаються також більш світлолюбиві види субсередземноморського неморального комплексу: холодок тонколистий, купина лікарська, пупівник лісовий, шоломниця висока. Зростає велика популяція підсніжника білосніжного.

## Галерея

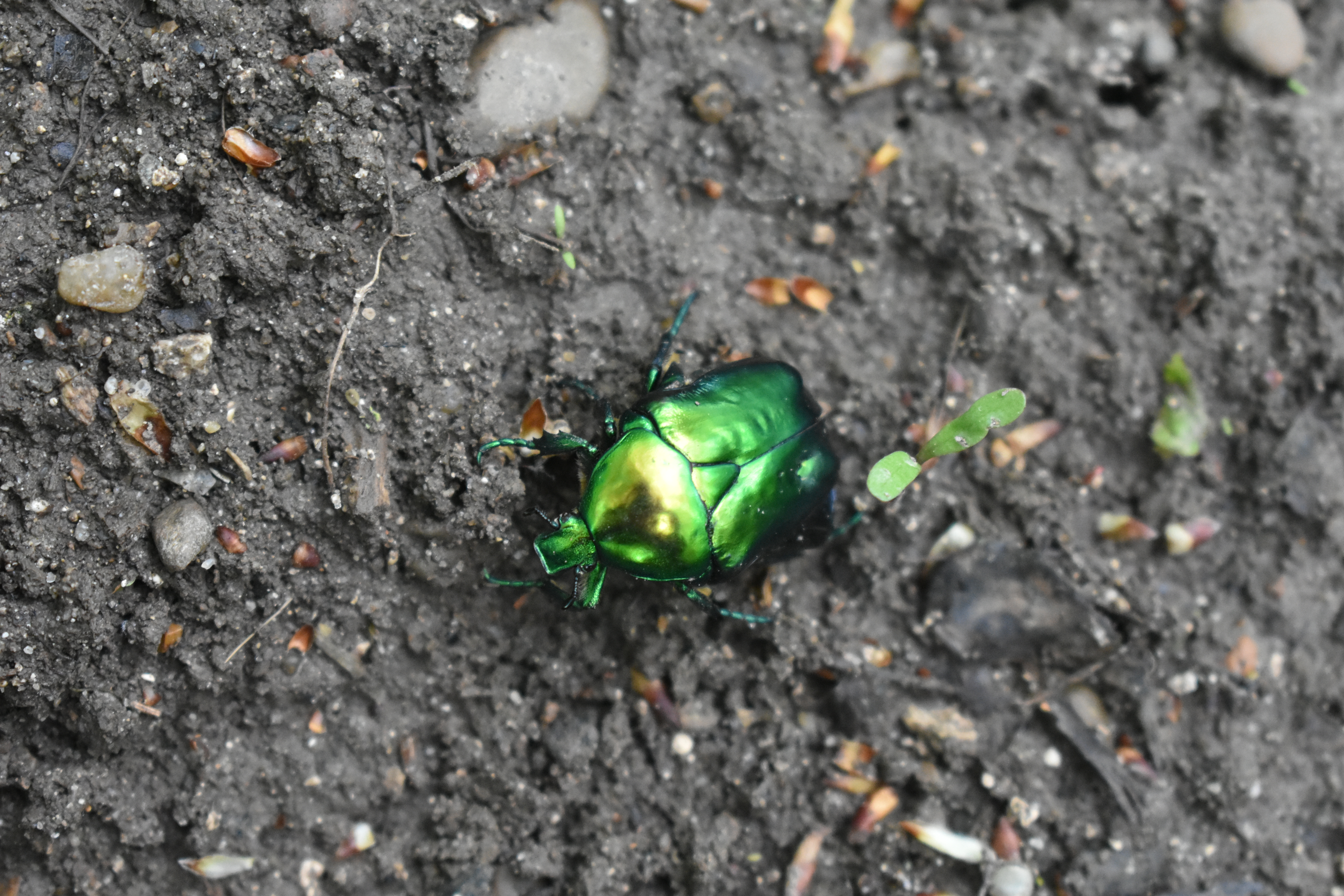
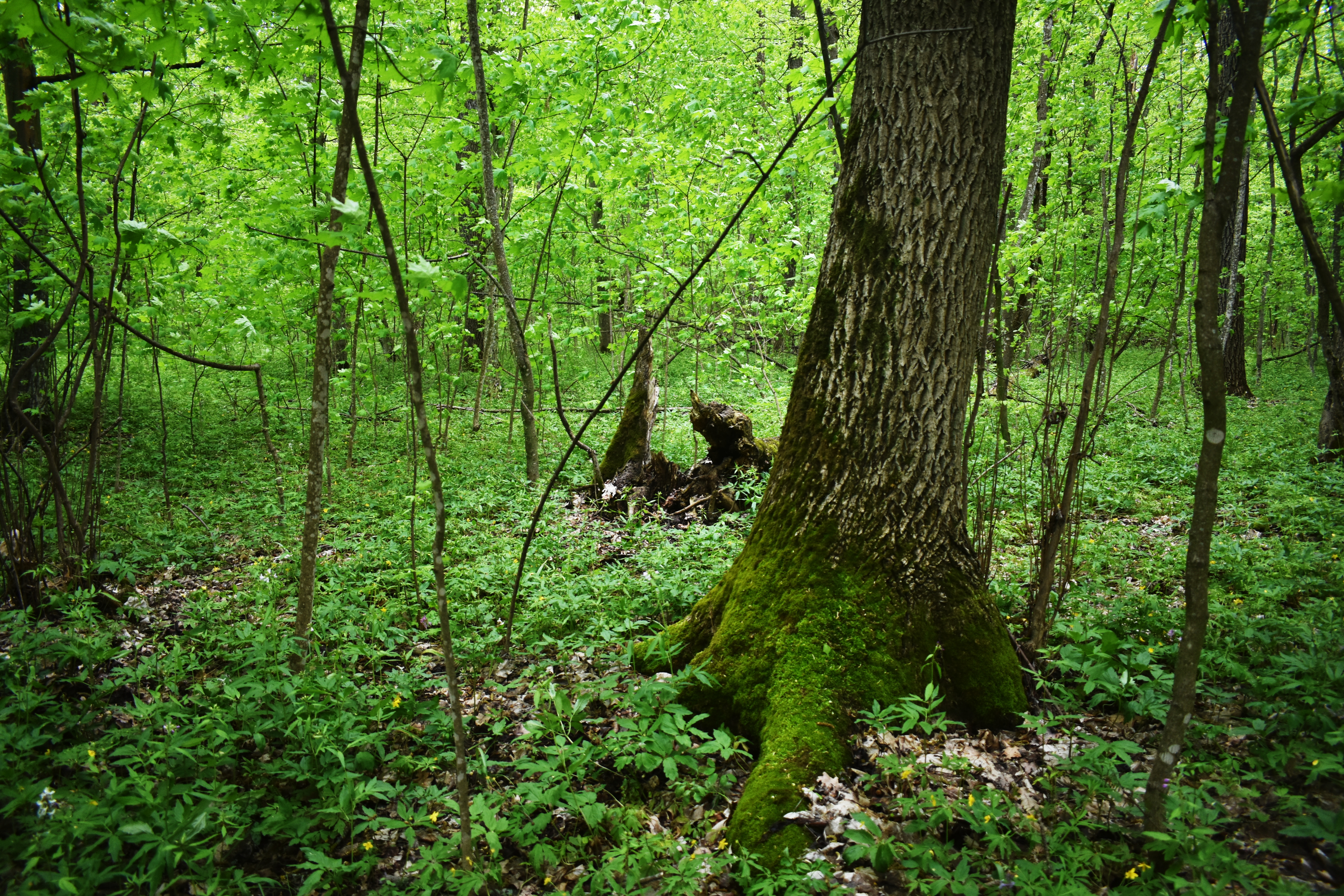
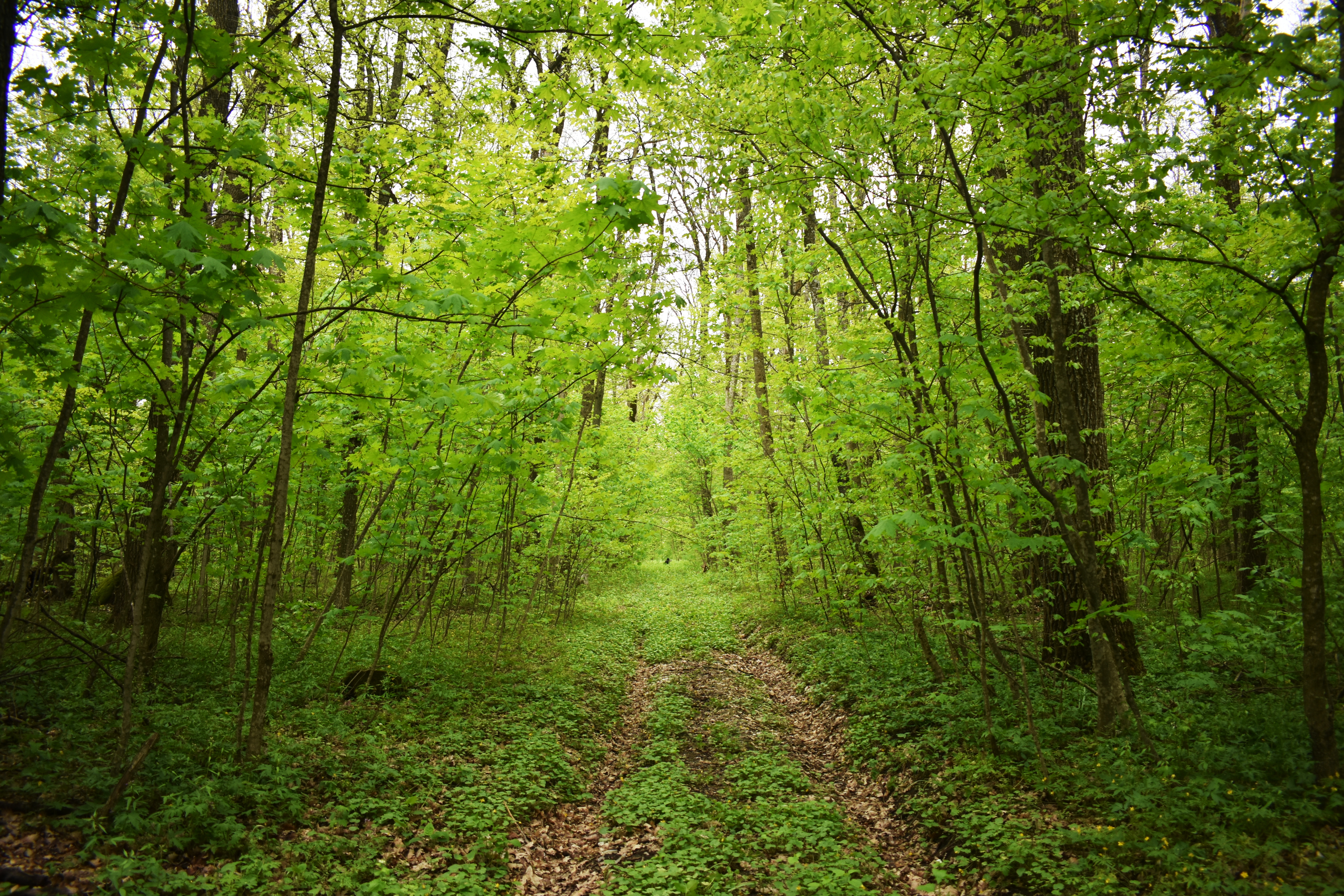
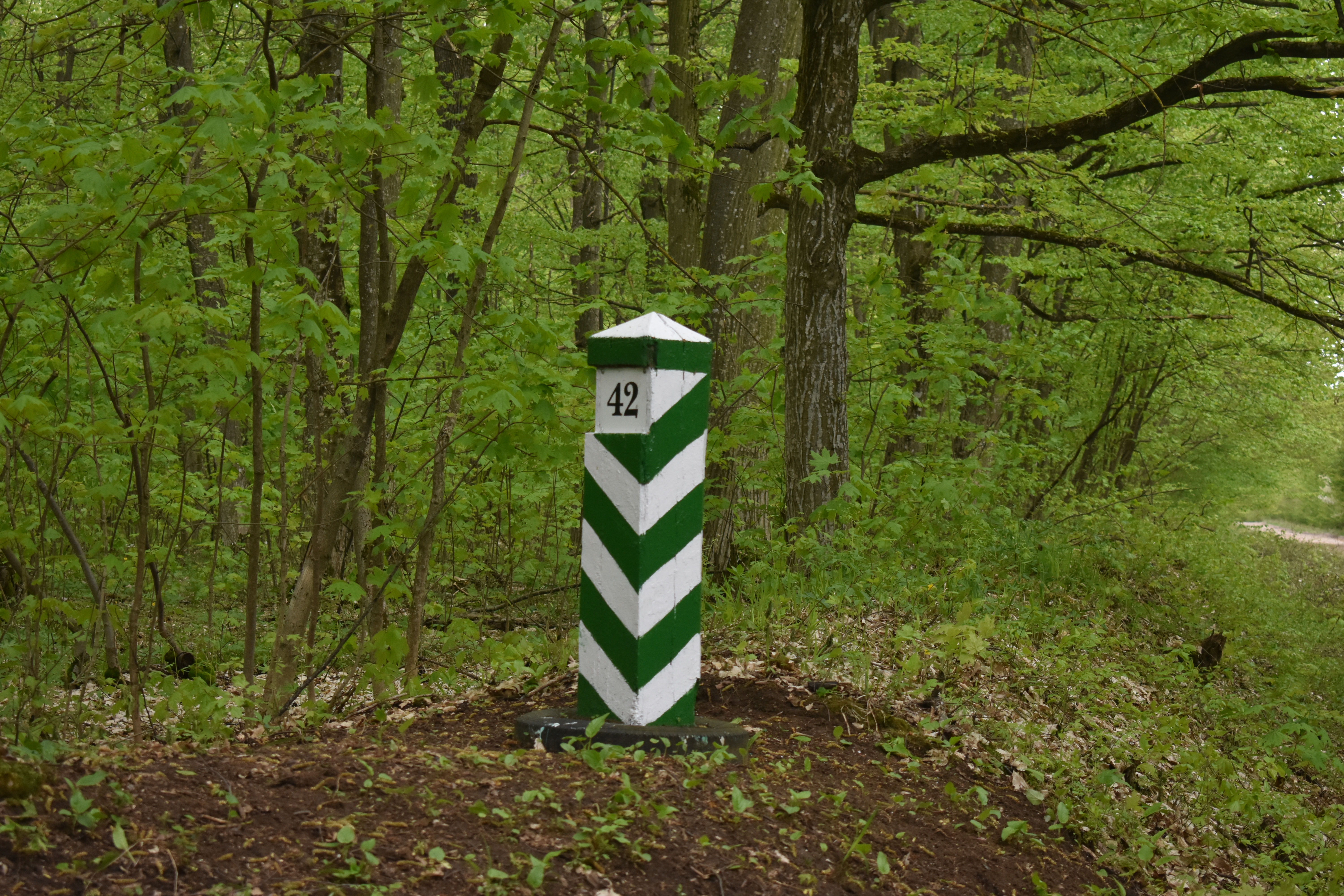
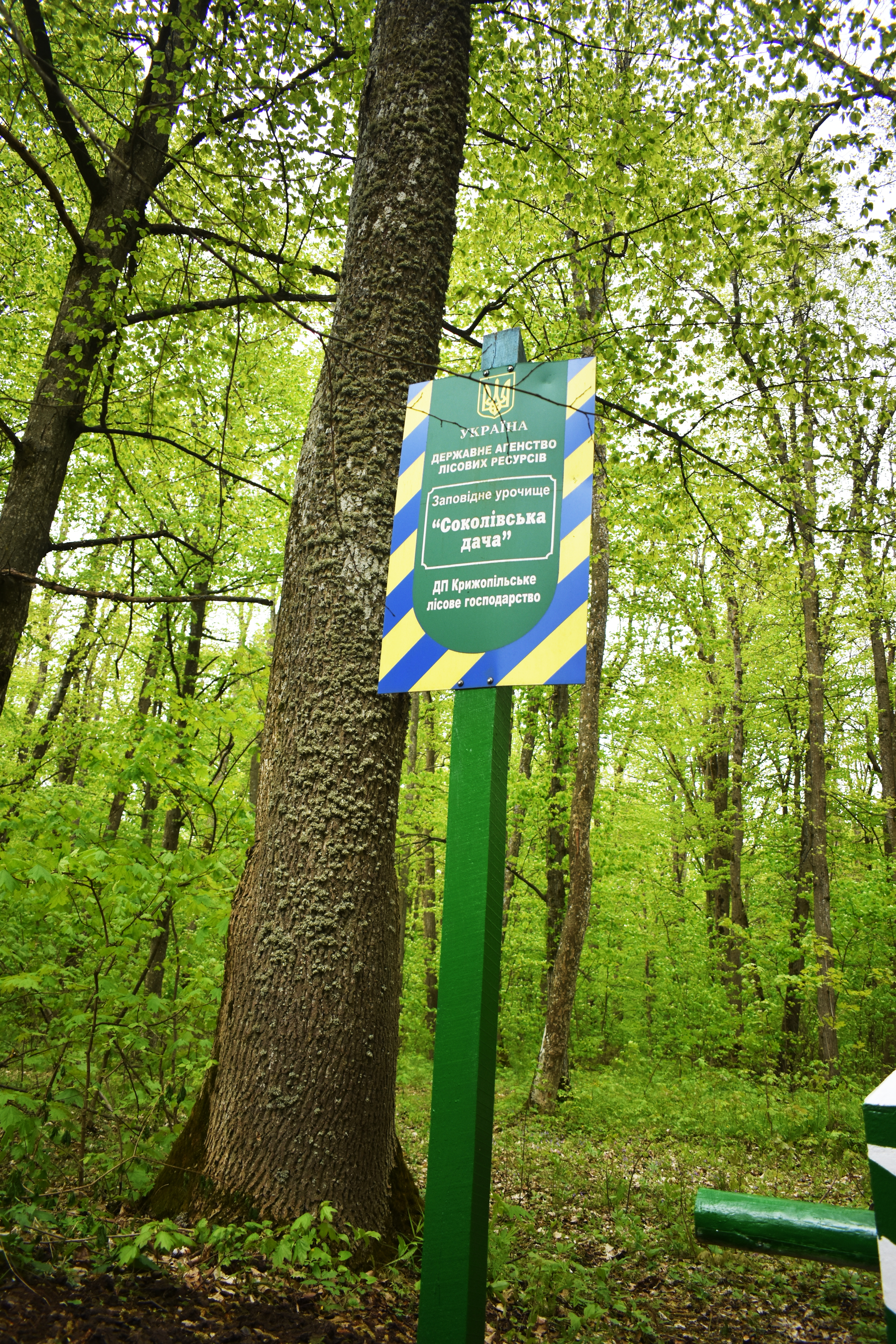
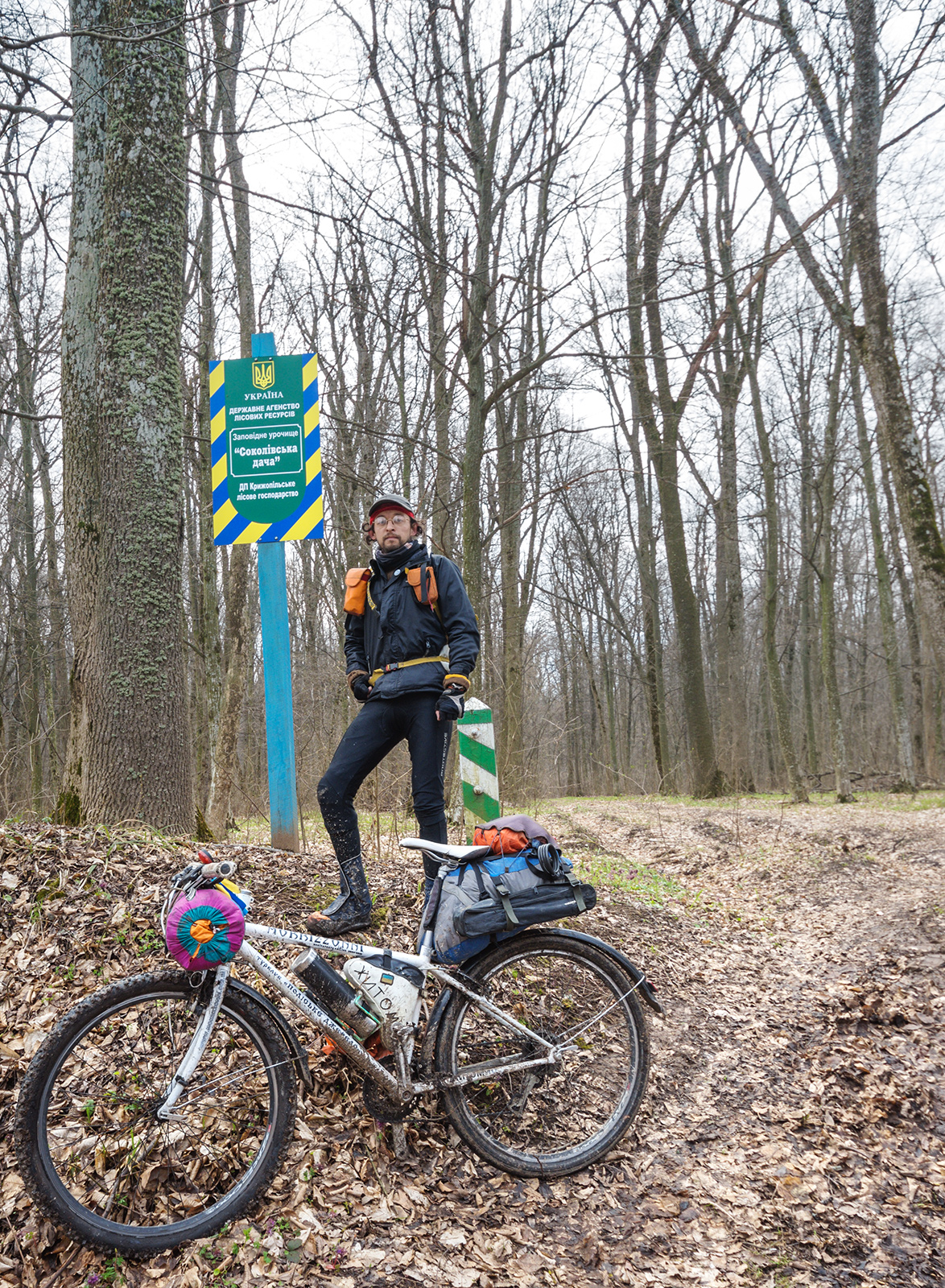
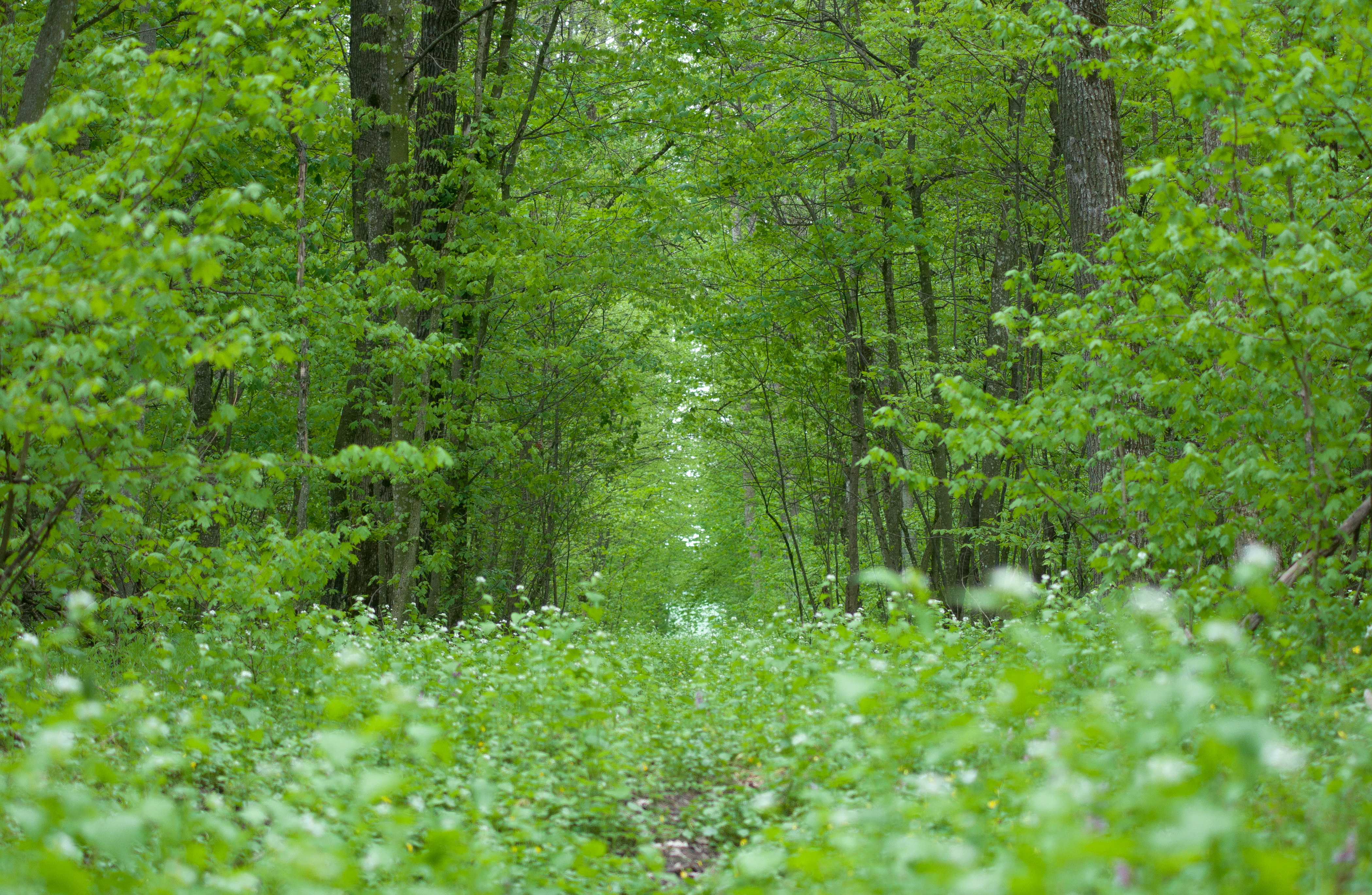
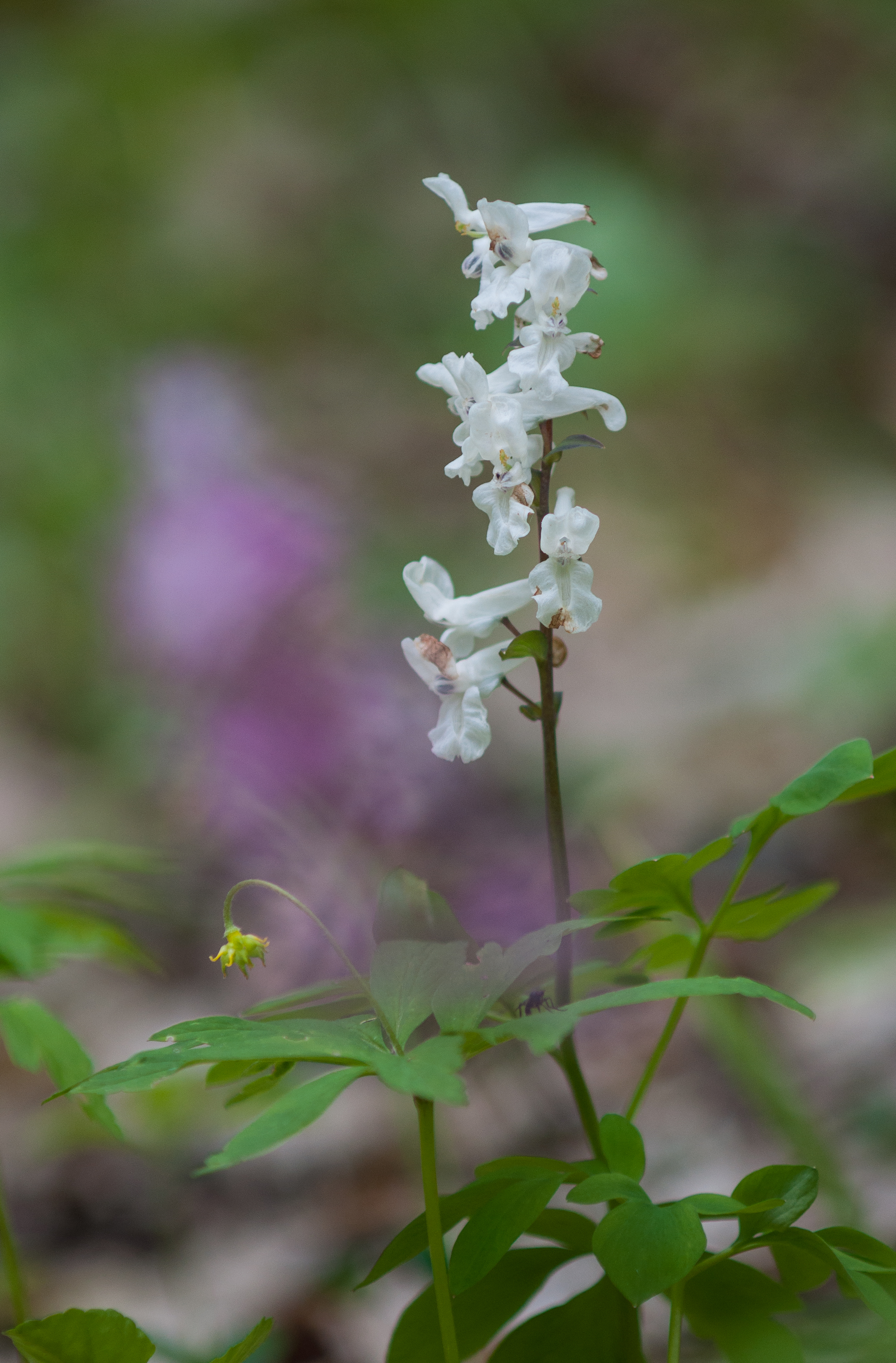
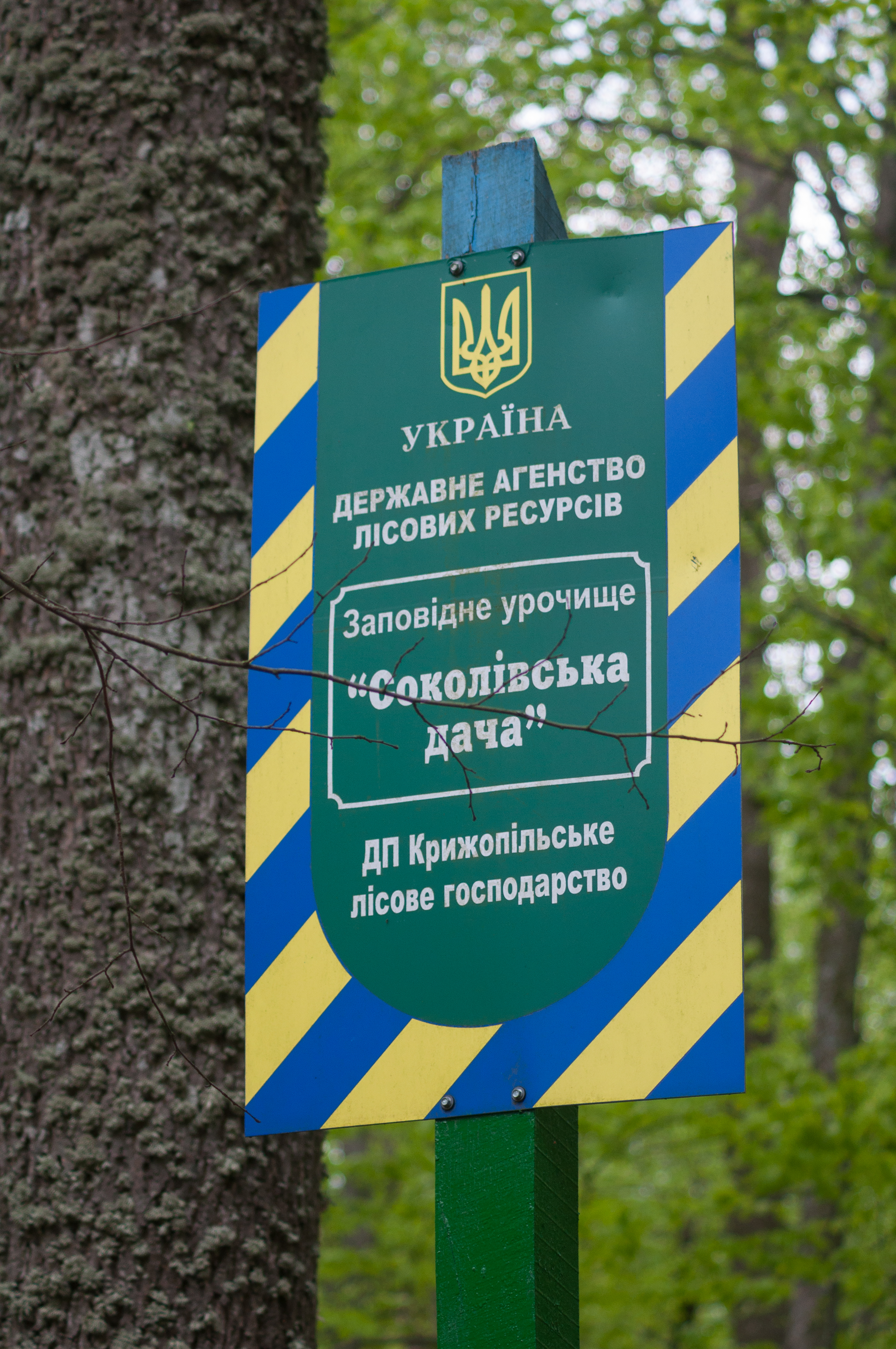